# NGC 6878
NGC 6878 (również PGC 64317) – galaktyka spiralna z poprzeczką (SBb), znajdująca się w gwiazdozbiorze Strzelca. Odkrył ją John Herschel 27 lipca 1834 roku.